# Höxter
Höxter, le chef-lieu de l'arrondissement de Höxter, est une ville d'Allemagne, située dans l'extrême est du land de Rhénanie-du-Nord-Westphalie dans la province de Westphalie-Lippe.

## Géographie
Höxter est située sur le fleuve de la Weser.
Höxter est connue pour son centre-ville et ses maisons à colombage ainsi que pour la clinique Weserberglandklinik. La ville est très appréciée des touristes pour sa situation sur la Weser entre le massif du Oberwälder Land à l'ouest et celui du Solling à l'est.

## Histoire
| Appartenances historiques Abbaye de Corvey 822–1582 Abbaye princière de Corvey 1582–1752 Principauté épiscopale de Corvey 1792–1803 Principauté de Nassau-Orange-Fulde 1803–1807 Royaume de Westphalie 1807–1813 Royaume de Prusse (Province de Westphalie) 1813–1918 République de Weimar 1918–1933 Reich allemand 1933–1945 Allemagne occupée 1945–1949 Allemagne 1949–présent |

## Ville
- Albaxen
- Bosseborn
- Bödexen
- Brenkhausen
- Bruchhausen
- Fürstenau
- Godelheim
- Lüchtringen
- Lütmarsen
- Ottbergen
- Ovenhausen
- Stahle

## Lieux et monuments

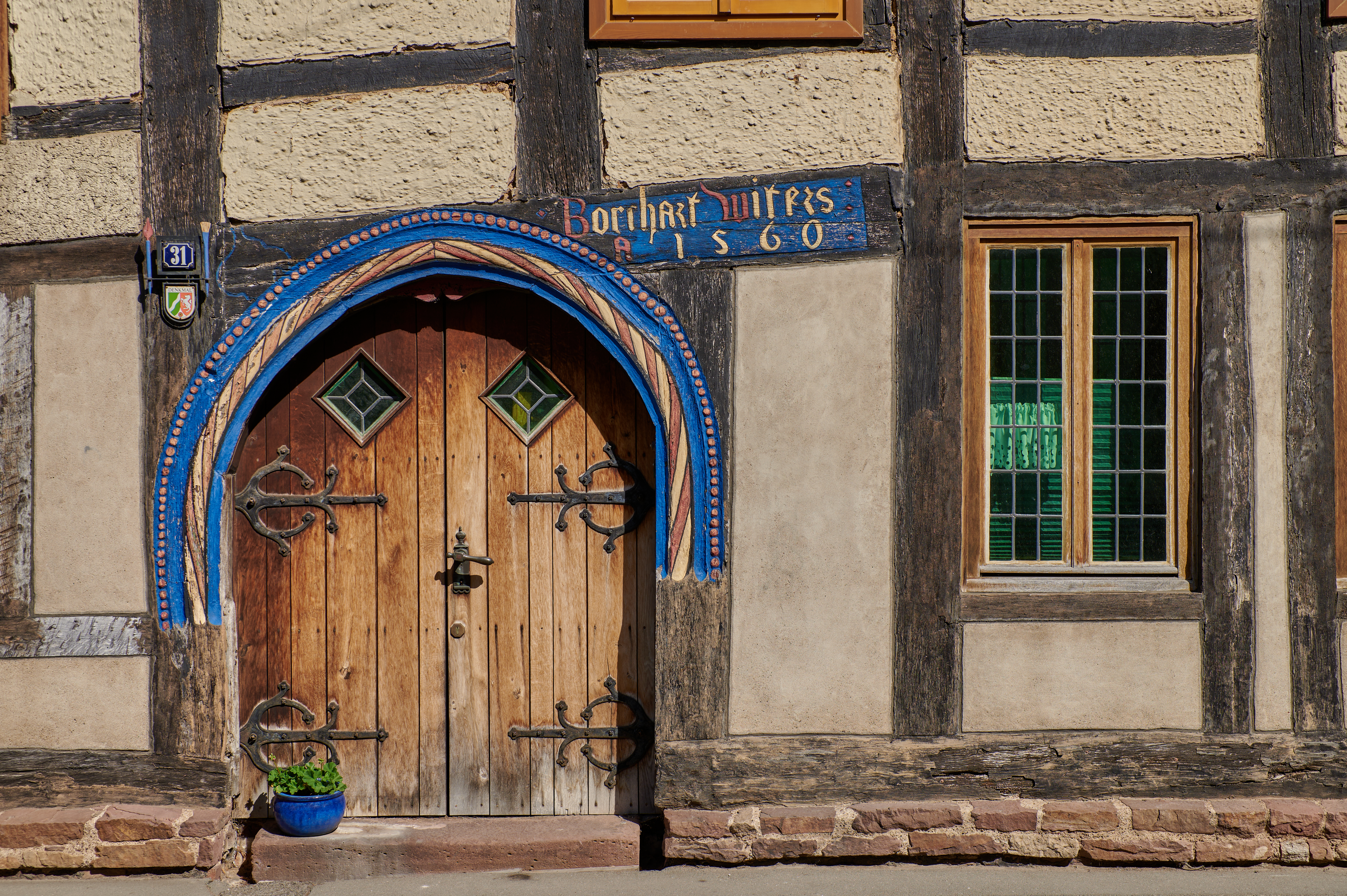
Une porte, Stummrigestraße, à Höxter. Juin 2022.

Tout près de la ville se situe l’abbaye médiévale de Corvey où se trouve le tombeau du poète allemand Hoffmann von Fallersleben, auteur du « Deutschlandlied ».

## Jumelages
La vile de Höxter est jumelée avec :
- Corbie (France) depuis 1993[1]
- Sudbury (Royaume-Uni) depuis 2011[2]

## Personnalités liées
- Hermine Bovet (1842-), pianiste, compositrice, professeure de piano et de chant allemande.